# Elizabeth Gurley Flynn
Elizabeth Gurley Flynn (Concord, Nou Hampshire, EUA, 7 d'agost de 1890-Moscou, Rússia, URSS, 5 de setembre de 1964) fou una periodista, escriptora, sindicalista, activista, política i comunista estatunidenca.
Flynn era filla de militants d'esquerres d'origen irlandès. Va passar els seus primers anys en els empobrits nuclis tèxtils de Nou Hampshire fins al 1900, quan la família es va traslladar al Bronx. La seva activitat política va ser molt precoç, ja que des de molt primerenca edat va assistir i després va participar en debats polítics. El 1906 va ser detinguda quan feia un discurs en la via pública, i aquest mateix any va deixar els estudis per dedicar-se en exclusiva a l'activitat sindical i política. Va implicar-se en l'expansió del sindicat Industrial Workers of the World, participant en campanyes en diverses poblacions dels Estats Units; així, entre 1908 i 1910, va ser-hi en les campanyes per aconseguir la llibertat de reunió i expressió a l'oest del país, i fou detinguda a Missoula i Spokane. Va participar també en les vagues tèxtils de Lawrence, Massachusetts (1912) i Paterson (1913), i en la dels miners de la serralada Mesabi (Minnesota) el 1916.
Durant la Primera Guerra Mundial va adoptar una postura contrària a la intervenció, però a diferència d'altres líders sindicals que es van oposar a la mobilització militar i van ser processats per això, Flynn va optar per respectar les decisions individuals de cada persona, per la qual cosa va evitar la presó. Entre 1918 i 1922, va ser l'enllaç entre l'Industrial Workers of the World i la Worker's Liberty Defense Union. En aquest període va entrar en contacte amb grups anarquistes, ja que la Worker's Liberty Defense Union s'encarregava de la defensa jurídica de treballadors detinguts, així com d'immigrants anarquistes als quals es privava de la ciutadania i s'intentava expulsar. Dins d'aquestes activitats, va proporcionar assistència jurídica a Nicola Sacco i Bartolomeo Vanzetti, fins a l'execució d'ambdós el 1927. De l'any 1927 fins al 1930 va presidir la International Labor Defense. El 1920 va ser membre fundadora de l'American Civil Liberties Union i va formar part del seu comitè nacional fins al 1940, quan va ser obligada a dimitir per la seva militància comunista.
Flynn no es va incorporar al Partit Comunista dels Estats Units quan fou fundat el 1919. Aquesta decisió, que contrasta amb la seva llarga militància en l'esquerra radical i les bones relacions que tenia amb els propis fundadors del partit, potser es degué a la seva afinitat amb el moviment anarquista. El 1937 finalment es va adherir al partit, del qual va ser una gran propagandista. Processada el 1952 en aplicació de la Llei Smith, va ser condemnada a tres anys de presó, que va complir de gener de 1955 fins al maig de 1957 a la presó d'Alderson. El 1961 va ser elegida presidenta del Partit Comunista i va continuar la seva lluita contra la Llei Smith i la Llei de Seguretat interna. Malgrat no aconseguir la revocació d'aquestes lleis, sí que va tenir èxit en eliminar algunes de les seves disposicions. En particular, va aconseguir que el Tribunal Suprem aixequés, el juny de 1964, la prohibició que els militants comunistes poguessin tenir passaport i viatjar fora del país. Utilitzant aquest dret, va viatjar a Moscou, on va morir el setembre del mateix any 1964.